# سووبودنویه (استان آمور)
سووبودنویه (به لاتین: Svobodnoye) یک منطقهٔ مسکونی در روسیه است که در استان آمور واقع شده‌است.